# Viacheslav Kuznetsov
Viacheslav Kuznetsov (Toliatti, 24 de junio de 1989) es un ciclista ruso.
Kuznetsov alcanzó su pico en el profesionalismo en 2013 al estar en la plantilla del Katusha.

## Palmarés
2010
- La Côte Picarde

2012
- La Roue Tourangelle
- 1 etapa de La Ronde de l'Oise
- 1 etapa del Tour de Bulgaria

## Resultados en Grandes Vueltas y Campeonatos del Mundo
| Carrera         | Carrera         | 2010 | 2011 | 2012 | 2013 | 2014 | 2015 | 2016  | 2017  | 2018  | 2019  | 2020 | 2021 |
| --------------- | --------------- | ---- | ---- | ---- | ---- | ---- | ---- | ----- | ----- | ----- | ----- | ---- | ---- |
|                 | Giro de Italia  | —    | —    | —    | —    | —    | —    | 123.º | 132.º | 105.º | Ab.   | —    | —    |
|                 | Tour de Francia | —    | —    | —    | —    | —    | —    | —     | —     | —     | —     | —    | —    |
|                 | Vuelta a España | —    | —    | —    | —    | —    | —    | —     | —     | —     | 138.º | —    | —    |
| Mundial en Ruta | Mundial en Ruta | —    | —    | —    | —    | —    | —    | —     | 16.º  | —     | —     | Ab.  | —    |

—: no participa

Ab.: abandono

## Equipos
- Itera-Katusha (2010-2012)
- Katusha (2012[1] -2019)
  - Katusha Team (2012)
  - Katusha (2013)
  - Team Katusha (2014-2016)
  - Team Katusha-Alpecin (2017-2019)
- Gazprom-RusVelo[2] (2020-2021)